# Harold Mayot
Harold Mayot (Metz, 4 febbraio 2002) è un tennista francese, professionista dal 2020.

## Biografia

### Tra gli juniores
Il primo torneo da juniores lo vince nel marzo 2016 a Guadalupa, a cui aveva preso parte grazie ad una wild card.
Nel luglio 2019 si spinge fino alle semifinali del singolare juniores a Wimbledon. Quell'anno vince il Grade 1 a Offenbach e il Grade A a Osaka. In doppio, diventa campione europeo con Valentin Royer.
Il 1º febbraio 2020 vince la finale del singolare juniores agli Australian Open sconfiggendo Arthur Cazaux, successo che gli permette di raggiungere la posizione n° 1 nel ranking mondiale juniores.

### 2018-2021, inizi tra i professionisti e primi titoli ITF
Fa le sue prime due apparizioni tra i professionisti nel 2018 e ottiene i primi risultati significativi nel circuito alla fine del 2019 quando raggiunge in singolare due finali di fila nei tornei ITF a Forbach e a Saint-Dizier; in quest'ultimo torneo alza il primo trofeo da professionista vincendo il doppio. Il primo titolo conquistato in singolare arriva al successivo ITF di Villers-lès-Nancy. Nel 2020 raggiunge le semifinali all'ITF di Caslano e fa il suo esordio nel circuito Challenger arrivando nei quarti di finale a Bendigo – dopo aver battuto il nº 98 al mondo Egor Gerasimov – e a Pau.
Grazie ad una wildcard gioca il suo primo incontro in un tabellone principale ATP nel febbraio 2020 a Marsiglia e perde al primo turno contro Gilles Simon. Verso fine stagione entra con altre wild card nei tabelloni all'Open di Francia sia in singolare che in doppio e perde al primo turno entrambi gli incontri. Nel 2021 consegue modesti risultati nel circuito ITF e il miglior risultato nei Challenger sono i quarti di finale raggiunti a Pau.

### 2022-2023, prime finali Challenger e quarti di finale ATP
Nel gennaio 2022 torna a vincere un titolo dopo oltre due anni imponendosi in singolare in un torneo ITF M25 tunisino. A giugno abbandona i tornei ITF, a luglio disputa al Tampere Open la prima finale Challenger in carriera e cede in tre set a Zsombor Piros. Ottiene poi qualche altro discreto risultato nei Challenger e a settembre porta il miglior ranking alla 248ª posizione. Nel maggio 2023 elimina tre top 100 al prestigioso Challenger 175 Open du Pays d'Aix, viene sconfitto in semifinale da Andy Murray ed entra per la prima volta nella top 200.
Supera per la prima volta le qualificazioni e vince il suo primo incontro nel circuito maggiore al torneo di Wimbledon 2023, al primo turno ha la meglio in tre set su Benjamin Bonzi e perde contro Guido Pella dopo aver vinto il primo set. Sconfitto in finale al Challenger Rafa Nadal Open, poco dopo disputa la prima finale Challenger in doppio al Saint-Tropez Open e viene sconfitto in coppia con Jonathan Eysseric. A novembre supera le qualificazioni all'ATP di Metz e raggiunge i quarti di finale con i successi su Yosuke Watanuki e Grégoire Barrère, prima di soccombere a Ugo Humbert. Porta così il miglior ranking alla 162ª posizione mondiale.

### 2024, tre finali Challenger e 103º nel ranking
Riprende a salire nel ranking all'inizio del 2024 raggiungendo due semifinali Challenger e il terzo turno di qualificazione agli Australian Open. Disputa per la seconda volta in carriera i quarti di finale in un torneo ATP al successivo Open Sud de France 2024 e viene sconfitto da Félix Auger-Aliassime. A fine torneo si trova al 132º posto nel ranking ATP. Fa il suo esordio in torneo Masters 1000 al Miami Open ed esce di scena al primo turno. Ad aprile perde la finale al Challenger Open Barletta contro Damir Džumhur, supera poi le qualificazioni e si spinge fino al secondo turno all'ATP 500 del Barcelona Open.
Continua l'ascesa nel ranking superando le qualificazioni agli Internazionali d'Italia e arrivando in finale al Challenger 125 sull'erba dell'Ilkley Trophy, persa contro David Goffin, risultato con cui sale al 108º posto mondiale. Torna a mettersi in luce all'ATP di Atlanta con la vittoria su Borna Ćorić ed esce al secondo turno. Non consegue altri risultati degni di nota nella trasferta americana e a settembre perde la finale al Challenger 125 di Orléans contro Jacob Fearnley. Con la semifinale raggiunta nel successivo torneo Challenger, in ottobre porta il miglior ranking alla 103ª posizione.

### 2025, discesa nel ranking
Nella prima parte del 2025 vince nei tornei ATP solo alcuni incontri nelle qualificazioni e l'unico vinto nei tabelloni principali si deve al ritiro dell'avversario al primo turno del Madrid Open. Nello stesso periodo, nei tornei Challenger non va oltre i quarti di finale ed esce spesso al primo turno; a giugno scende alla 185ª posizione mondiale. L'unico risultato di rilievo in doppio è il secondo turno raggiunto al Roland Garros. A luglio viene sconfitto in finale al Challenger 125 dello Zug Open da Lukáš Klein.

## Statistiche

### Tornei Challenger

#### Singolare

##### Finali perse (6)
| N. | Data           | Torneo                   | Superficie  | Avversario in finale | Punteggio        |
| 1. | Luglio 2022    | Tampere Open, Tampere    | Terra rossa | Zsombor Piros        | 2-6, 6-1, 4-6    |
| 2. | Settembre 2023 | Rafa Nadal Open, Manacor | Cemento     | Hamad Medjedovic     | 2-6, 6-4, 2-6    |
| 3. | Aprile 2024    | Open Barletta, Barletta  | Terra rossa | Damir Džumhur        | 1-6, 3-6         |
| 4. | Giugno 2024    | Ilkley Trophy, Ilkley    | Erba        | David Goffin         | 4-5, 2-6         |
| 5. | Settembre 2024 | Open d'Orleans, Orléans  | Cemento (i) | Jacob Fearnley       | 3-6, 6(5)-7      |
| 6. | Luglio 2025    | Zug Open, Zugo           | Terra rossa | Lukáš Klein          | 2-6, 7-6(4), 4-6 |

#### Doppio

##### Finali perse (2)
| N. | Data           | Torneo                          | Superficie | Compagno          | Avversari in finale       | Punteggio           |
| 1. | Settembre 2023 | Saint-Tropez Open, Saint-Tropez | Cemento    | Jonathan Eysseric | Dan Added Albano Olivetti | 6-3, 0-1 rit.       |
| 2. | Giugno 2024    | Nottingham Open, Nottingham     | Erba       | Luke Saville      | John Peers Marcus Willis  | 1-6, 7-6(1), [7-10] |

### Grande Slam juniores

#### Singolare

##### Vittorie (1)
| Anno | Campionato      | Superficie | Avversario    | Punteggio |
| ---- | --------------- | ---------- | ------------- | --------- |
| 2020 | Australian Open | cemento    | Arthur Cazaux | 6-4, 6-1  |